# École Carter
Pour les articles homonymes, voir Carter.
L' école Carter est un établissement scolaire belge situé à Bruxelles et fondé en 1908. Il a fusionné avec l'Athénée Adolphe Max en 1979.

## Histoire
L'école Carter est un établissement scolaire belge situé à Bruxelles,. Premièrement appelé Lycée Carter, l'école fait partie d'un bâtiment comprenant une autre école moyenne : l'Athénée qui porte le nom  d'Adolphe Max en hommage à celui qui a été le bourgmestre de la ville entre 1909 et 1939. Cette dernière était un établissement réservé aux garçons alors que l’école Carter était uniquement affectée pour les filles. Estelle Lemaire (personnalité belge, féministe et militante du mouvement wallon) a notamment fréquenté cette école.
L’école connaît sa première directrice, qui n'est autre qu'Élisabeth Carter, et ce dès la fin de la construction en 1908. C’est d’ailleurs en hommage à sa première directrice (qui le fut entre 1908 et 1925) que cette école porte ce nom même si elle est aujourd'hui entièrement confondue dans l'athénée Adolphe Max. Ce même athénée a d'ailleurs pu souffler ses 100 bougies lors du week-end du 21 et 22 septembre 2009. A cette occasion, une exposition est organisée au sein de l'école retraçant son histoire.
Au départ, l’école Carter se distingue de sa voisine Athénée Adolphe Max en réservant donc son enseignement aux filles,. L'enseignement se base sur l’École Decroly, qui est une méthode d'enseignement qui porte son attention sur les centres d'intérêt des élèves. Ainsi grâce à Amélie Hamaïde, dès 1916, deux classes typées Decroly vont être mises en place au sein de l'établissement (et plus précisément au sein de l'école primaire). Un évènement qui n'est pas anodin et qui possède un attrait particulier puisque cela a permis à l'enseignement des filles de réduire leur retard sur celui des garçons. D'ailleurs, le projet fut un grand succès puisque d'autres établissements ont vu le jour à Bruxelles et à Anderlecht par la suite.
Durant la Première Guerre mondiale, l'école fait preuve de patriotisme. En effet, on[Qui ?] décide de totalement la métamorphoser en un hôpital temporaire consacré au soin des soldats belges blessés sur le champ de bataille. Le soutien apporté durant cette période par Adolphe Max lui-même malgré la captivité (dont il fut victime durant la guerre) est également remarquable. 
En 1978, l'école des filles et l'école des garçons fusionnent et forment à présent un établissement scolaire mixte. Cependant ce n'est que dans les années 90 que l'école prendra donc le nom d'Athénée Adolphe Max. L'école sera réservée à l'enseignement secondaire tandis que l'enseignement primaire et maternel seront dispensés dans deux nouvelles écoles liées à l'Athénée mais situées en dehors du site de l'établissement. 

## Architecture[3]
À l'origine, le bâtiment est pensé par l'architecte Edmond De Vigne. L'école arbore un style éclectique, qui est un courant architectural s'inspirant de différents styles. Plus tard, d'autres intervenants s'ajouteront au projet pour imaginer une extension du bâtiment, qui était trop exigu, notamment avec l'addition d'une école maternelle et primaire.
L'établissement comportait trois niveaux, auxquels sera ajouté un quatrième niveau dans les années 50. Les trois premiers étages comportent une série de 18 fenêtres jumelles tandis que le quatrième en contient 26. Ces fenêtres ne passent pas inaperçues pour le visiteur en raison de leur couleur bleue. Cette couleur est d'ailleurs très présente sur l'édifice, par exemple sur le portail ainsi que sur la porte d'entrée de l'école.
Enfin, à l'intérieur, on retrouve la division : la partie sud pour l'école Carter et la partie nord pour l'école des garçons. Dans la partie sud, il y a six salles de classe par étage dont trois classes sur la partie gauche du préau et trois autres sur la partie droite.